# The Hateful Eight (colonna sonora)
The Hateful Eight è l'album discografico di colonna sonora del film omonimo del 2015 diretto da Quentin Tarantino. La colonna sonora è stata composta, orchestrata e condotta da Ennio Morricone.

## Produzione
Al San Diego Comic-Con 2015, Quentin Tarantino ha annunciato che Ennio Morricone avrebbe curato l'intera colonna sonora del film. Morricone torna a comporre la colonna sonora di un film western per la prima volta dopo 35 anni da Occhio alla penna (1981), di Michele Lupo.
Tarantino aveva già utilizzato delle musiche di Morricone in Kill Bill, Grindhouse - A prova di morte, Bastardi senza gloria e Django Unchained. Per quest'ultimo film, Morricone aveva composto un nuovo brano, Ancora qui. Tuttavia, il compositore italiano aveva dichiarato la sua intenzione di non tornare a lavorare "mai più" con il regista dopo Django Unchained, salvo poi ricredersi ed accettare di comporre la colonna sonora del nuovo film.
Ennio Morricone a proposito del processo creativo ha detto: "ho trattato The Hateful Eight come non ho mai trattato nessun regista in senso musicale. Una preoccupazione nella preoccupazione: entrare dentro emozioni, che non necessariamente sono le tue. Esprimere la violenza, ma in quella, cogliere anche ciò che non si vede, la pietas, quasi il punto di vista dolente della vittima."

## Il disco
Nel novembre 2015 sono state rivelate le tracce della colonna sonora, pubblicata il 18 dicembre 2015.
Tarantino ha confermato che il film avrebbe usato tre tracce inedite di Morricone, composte dal maestro italiano per la colonna originale de La cosa di John Carpenter (1982) e poi non usate - Eternity, Bestiality e Despair - mentre Morricone avrebbe creato il resto delle musiche. Oltre alle musiche di Morricone, la colonna sonora comprende degli estratti di dialoghi dal film, Apple Blossom dei The White Stripes, Now You're All Alone di David Hess e There Won't Be Many Coming Home di Roy Orbison.
L'orchestra è la Český národní symfonický orchestr, l'Orchestra sinfonica nazionale ceca.

## Premi
Il 28 febbraio 2016 la pellicola viene insignita del Premio Oscar per la migliore colonna sonora.
Inoltre nel gennaio 2016 ha vinto altri premi quali il Golden Globe per la migliore colonna sonora originale, il BAFTA alla migliore colonna sonora, il Critics' Choice Movie Awards al miglior compositore, lo Houston Film Critics Society Awards alla miglior colonna sonora, 
Il disco si è aggiudicato anche il premio della Chicago Film Critics Association come "miglior colonna sonora", l'Austin Film Critics Association Award nella medesima categoria, il premio speciale al New York Film Critics Circle Awards, il FFCC Award, l'AWFJ Award e molti altri.

## Tracce
1. L'ultima diligenza di Red Rock (versione integrale) – 7:30
2. Ouverture – 3:11
3. Major Warren Meet Daisy Domergue – Jennifer Jason Leigh, Kurt Russell e Samuel L. Jackson (dialogo) – 0:32
4. Narratore Letterario – 1:59
5. Apple Blossom (dall'album De Stijl) – The White Stripes – 2:13
6. Frontier Justice – Tim Roth e Kurt Russell (dialogo) – 1:50
7. L'Ultima Diligenza di Red Rock #2 – 2:37
8. Neve – 12:16
9. This Here Is Daisy Domergue – Kurt Russell e Michael Madsen (dialogo) – 1:01
10. Sei Cavalli – 1:21
11. Raggi di Sole sulla Montagna – 1:41
12. Son of the Bloody Nigger Killer of Baton Rouge – Samuel L. Jackson, Walton Goggins e Bruce Dern (dialogo) – 2:43
13. Jim Jones at Botany Bay – Jennifer Jason Leigh (feat. Kurt Russel) – 4:10
14. Neve #2 – 2:05
15. Uncle Charlie's Stew – Samuel L. Jackson, Demián Bichir e Walton Goggins (dialogo) – 1:41
16. I Quattro Passeggeri – 1:49
17. La Musica Prima del Massacro – 2:00
18. L'Inferno Bianco [Synth] – 3:31
19. The Suggestive Oswaldo Mobray – Tim Roth, Walton Goggins e Kurt Russell (dialogo) – 0:47
20. Now You're All Alone (da L'ultima casa a sinistra) – David Hess – 1:29
21. Sangue e Neve – 2:05
22. Neve #3 – 2:02
23. L'Inferno Bianco [Ottoni] – 3:31
24. Daisy's Speech – Walton Goggins, Jennifer Jason Leigh e Michael Madsen (dialogo) – 1:32
25. La Lettera di Lincoln (strumentale) – 1:41
26. La Lettera di Lincoln (con dialogo) – 1:46
27. There Won't Be Many Coming Home (da The Fastest Guitar Alive) – Roy Orbison – 2:44
28. La Puntura della Morte – 0:27